# Abercorn
Abercorn è una località nel Lothian dell'ovest nei pressi dell'estuario del Firth of Forth e a 5 chilometri ad ovest di South Queensferry.
La cittadina è già menzionata da Beda il Venerabile nel VII secolo, come sede di una diocesi e di un monastero.